# جایزه انجمن منتقدان فیلم بوستون برای بهترین فیلم
فهرست برگزیدگان انجمن منتقدان فیلم بوستون برای بهترین فیلم:

## فیلم‌های برگزیده

### دهه ۱۹۸۰
| سال  | برگزیده                                | کارگردان                          |
| ---- | -------------------------------------- | --------------------------------- |
| ۱۹۸۰ | گاو خشمگین                             | مارتین اسکورسیزی                  |
| ۱۹۸۱ | Pixote (Pixote: A lei do mais fraco)   | هکتور بابنکو                      |
| ۱۹۸۲ | ای. تی. موجود فرازمینی                 | استیون اسپیلبرگ                   |
| ۱۹۸۳ | شب سن لورنزو (La notte di San Lorenzo) | برادران تاویانی و برادران تاویانی |
| ۱۹۸۴ | میدان‌های کشتار                         | رولند جافه                        |
| ۱۹۸۵ | آشوب                                   | آکیرا کوروساوا                    |
| ۱۹۸۶ | مخمل آبی                               | دیوید لینچ                        |
| ۱۹۸۷ | امید و افتخار                          | جان بورمن                         |
| ۱۹۸۸ | بول دورهام                             | ران شلتون                         |
| ۱۹۸۹ | جرم‌ها و بزه‌کاری‌ها                      | وودی آلن                          |

### دهه ۱۹۹۰
| سال  | برگزیده         | کارگردان          |
| ---- | --------------- | ----------------- |
| ۱۹۹۰ | رفقای خوب       | مارتین اسکورسیزی  |
| ۱۹۹۱ | سکوت بره‌ها      | جاناتان دمی       |
| ۱۹۹۲ | نابخشوده        | کلینت ایستوود     |
| ۱۹۹۳ | فهرست شیندلر    | استیون اسپیلبرگ   |
| ۱۹۹۴ | داستان عامه‌پسند | کوئنتین تارانتینو |
| ۱۹۹۵ | حس و حساسیت     | انگ لی            |
| ۱۹۹۶ | رگ‌یابی          | دنی بویل          |
| ۱۹۹۷ | محرمانه لس‌آنجلس | کرتیس هنسن        |
| ۱۹۹۸ | خارج از دید     | استیون سودربرگ    |
| ۱۹۹۹ | سه پادشاه       | دیوید او. راسل    |

### دهه ۲۰۰۰
| سال  | برگزیده                 | کارگردان               |
| ---- | ----------------------- | ---------------------- |
| ۲۰۰۰ | تقریباً مشهور            | کامرن کرو              |
| ۲۰۰۱ | جاده مالهالند           | دیوید لینچ             |
| ۲۰۰۲ | پیانیست                 | رومن پولانسکی          |
| ۲۰۰۳ | رودخانه میستیک          | کلینت ایستوود          |
| ۲۰۰۴ | راه‌های فرعی             | الکساندر پین           |
| ۲۰۰۵ | کوهستان بروکبک          | انگ لی                 |
| ۲۰۰۶ | رفتگان                  | مارتین اسکورسیزی       |
| ۲۰۰۷ | جایی برای پیرمردها نیست | جوئل کوئن و ایتن کوئن  |
| ۲۰۰۸ | میلیونر زاغه‌نشین وال-ئی | دنی بویل اندرو استنتون |
| ۲۰۰۹ | مهلکه                   | کاترین بیگلو           |

### دهه ۲۰۱۰
| سال  | برگزیده                          | کارگردان        |
| ---- | -------------------------------- | --------------- |
| ۲۰۱۰ | شبکه اجتماعی                     | دیوید فینچر     |
| ۲۰۱۱ | آرتیست                           | میشل آزاناویسوس |
| ۲۰۱۲ | سی دقیقه پس از نیمه‌شب            | کاترین بیگلو    |
| ۲۰۱۳ | ۱۲ سال بردگی                     | استیو مک‌کوئین   |
| ۲۰۱۴ | پسرانگی                          | ریچارد لینکلیتر |
| ۲۰۱۵ | اسپات‌لایت                        | توماس مک‌کارتی   |
| ۲۰۱۶ | لا لا لند                        | دیمین شزل       |
| ۲۰۱۷ | رشته خیال                        | پل توماس اندرسن |
| ۲۰۱۸ | اگر خیابان بیل می‌توانست حرف بزند | بری جنکینز      |
| ۲۰۱۹ | زنان کوچک                        | گرتا گرویگ      |

### دهه ۲۰۲۰
| سال  | برگزیده | کارگردان   |
| ---- | ------- | ---------- |
| ۲۰۲۰ | عشایر   | کلویی ژائو |